# Rolf Rüssmann
Rolf Rüssmann, né le 13 octobre 1950 à Schwelm en Rhénanie-du-Nord-Westphalie et mort le 2 octobre 2009 à Gelsenkirchen est un footballeur allemand, il jouait en défense centrale et était réputé pour son jeu de tête. Sa carrière internationale a été contrariée à cause de son implication dans le scandale des matchs truqués en Bundesliga, après avoir été gracié il jouera vingt matchs avec l'équipe d'Allemagne dont les six rencontres lors de la Coupe du monde de football 1978 en Argentine.

## Biographie

### Carrière de joueur
Rolf Rüssmann commence le football dans le club de sa ville natale, le FC Schwelm 06. En 1969, il rejoint le FC Schalke 04, il joue en défense centrale doté d'un bon jeu de tête. Il reste jusqu'en 1973 dans le club de la Rhur, il remporte en 1972 la Coupe d'Allemagne. À ce moment il est appelé en équipe d'Allemagne mais à cause du scandale de la Bundesliga, sera ensuite rayé des listes. En 1973, Rüssmann est condamné comme une grande partie de l'équipe et banni par la fédération allemande. Il est obligé de jouer à l'étranger, et rejoint donc le Club Bruges. Avec le club belge il dispute la Coupe des clubs champions européens 1973-1974.
Après sa grâce en janvier 1974, il retourne à Schalke 04, et deviendra vice-champion en 1977. Lors de la trêve hivernale en 1980, pour renflouer sa caisse, Schalke est obligé de le vendre à son rival du Borussia Dortmund, il y jouera pendant cinq années, devenant même le capitaine de l'équipe lors de ses deux dernières saisons.
Rolf Rüssmann aura joué 453 matchs de Bundesliga et marqué 48 buts.
Avant le scandale des matchs truqués, il joue cinq matchs avec l'équipe d'Allemagne des moins de 23 ans, entre 1970 et 1971. Il jouera pour l'équipe d'Allemagne entre 1977 et 1978, un total de 20 matchs et participera à toutes les rencontres de la Coupe du monde de football 1978 en Argentine. Il marque son unique but international, le 18 mars 1978, lors de la victoire 1 à 0 contre l'Union soviétique.

### Carrière de manager
Le 25 février 1987, Rolf Rüssmann devient manager au FC Schalke 04 mais dès le 10 août il démissionne, étant en conflit avec le président du club. En avril 1990, il intègre le Borussia Mönchengladbach, il sera licencié en juillet 1992, mais réintégré en septembre à la suite d'un changement de président. Ses choix conduisent le club à une victoire en Coupe d'Allemagne en 1995, mais en novembre 1998 il sera licencié le club se trouvant dans la zone de relégation. En février 2001, il rejoint le VfB Stuttgart, malgré la dette du club et une politique d'austérité, le club parvient à se qualifier pour la Coupe UEFA 2002-2003, alors que le club est à la 5e place après les matchs aller, des désaccords internes le force à partir un an avant la fin de son contrat. Il travaillera ensuite pour la fédération allemande de football.
Rolf Rüssmann décède le 2 octobre 2009 à la suite d'un cancer de la prostate.

## Palmarès
- Coupe d'Allemagne : Vainqueur en 1972